# Calisto micheneri
Calisto micheneri är en fjärilsart som beskrevs av Clench 1943. Calisto micheneri ingår i släktet Calisto och familjen praktfjärilar. Inga underarter finns listade i Catalogue of Life.

## Bildgalleri

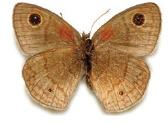